# Mi propio auto
Mi Propio Auto. (Mein Eigenes Auto en alemán, Ma Voiture, a Moi. en francés) es un libro estadounidense para estudiantes de idiomas de secundaria. Hay versiones en español, alemán y francés.

## Reseña
Ben Sullivan (Ben Carmeno en la versión en alemán) es un adolescente que vive en San José, California. Ben sólo está interesado en su novia Mindy, sus amigos y sus videojuegos. Por su 17º cumpleaños quiere un auto como todos los demás chicos de su escuela particular. Pero sus padres le regalan un viaje a El Salvador (Haití en la versión en francés y Turquía en la versión alemana) para ayudar a construir casas para la gente que se ha quedado sin hogar debido a un terremoto. Sus padres le dicen que podrá comprar un auto cuando Ben regrese de El Salvador. Ben va a El Salvador y conoce la cultura y la vida salvadoreña. Su viaje cambia a Ben a su regreso a California.